# Fiáth János

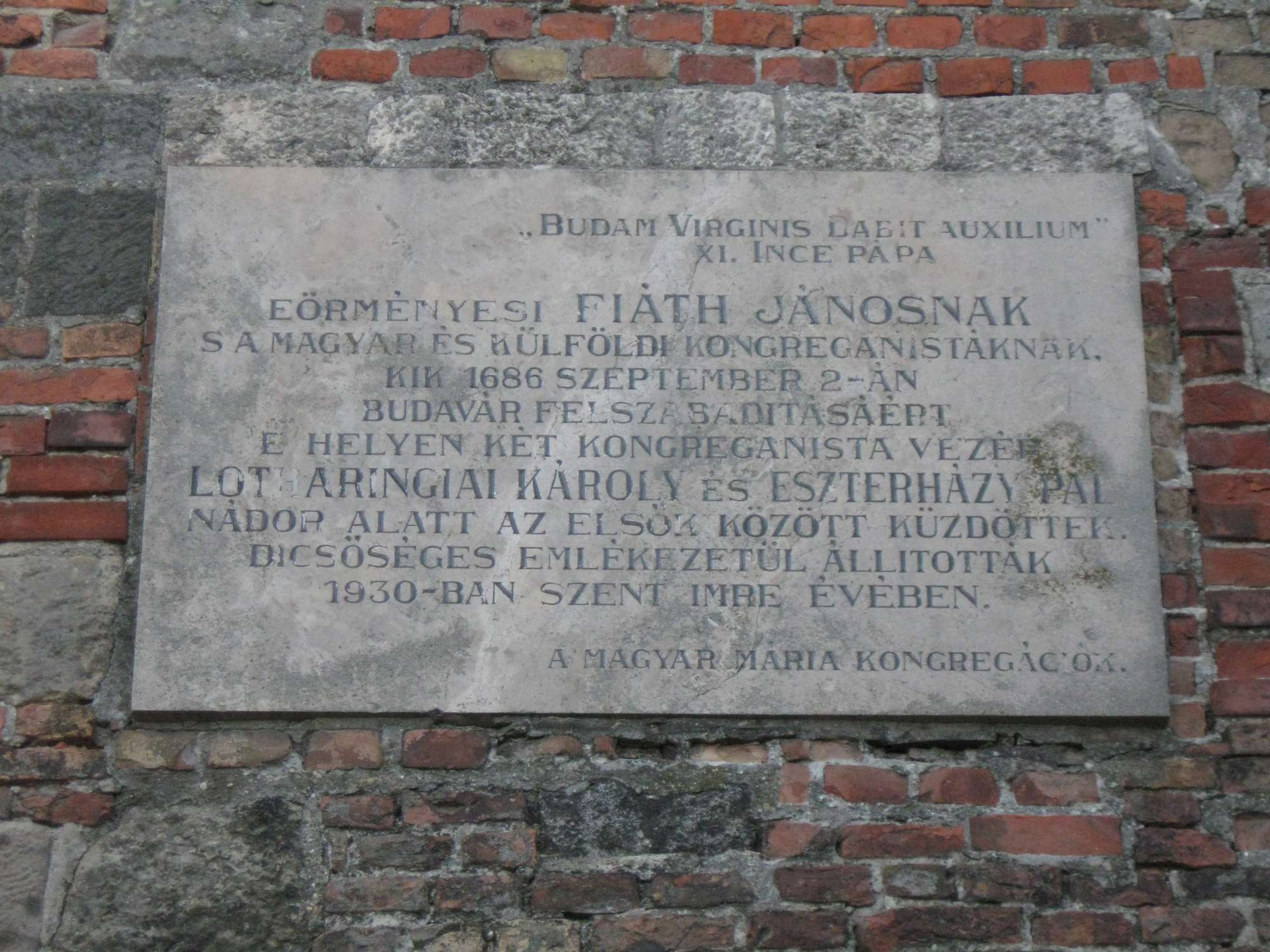
Emléktáblája a Budai Várnegyedben

Eörményesi és karánsebesi Fiáth János (1660 körül – 1727. január) hajdúvajda, Győr vármegye alispánja, az erdélyi udvari kancellária tanácsosa, földbirtokos.

## Élete
Fiáth Boldizsár és Fodor Borbála egyetlen ismert gyermeke. Fiáth egykori magyar hajdúvajda, aki azon hős katonák egyike volt, akik Buda visszafoglalásakor jelentős szerepet játszottak. 1686. szeptember 2-án, mint a győri helyőrség magyar hajdúinak gyalogsági parancsnoka, 600 győri hajdút vezetett az utolsó rohammal, és Fiáth volt az első, aki a budai vár északnyugati tornyára kitűzte a magyar lobogót. Később Győr vármegye alispánjává, majd az erdélyi udvari kancellária tanácsosává nevezték ki. Ezután jelentős ideig helytartósági tanácsosként munkálkodott. 1727 januárjában érte utol a halál.

## Családja
Feleségül vette Fürdős Katalin nemeskisasszonyt, öt gyermekükről lehet tudni:
- Ferenc, felesége: Farkas Erzsébet
- Borbála, férje: vizeki Tallián Ádám
- Zsófia, férje: Daróczy Ferenc
- Ádám, felesége: niczki Niczky Krisztina
- Zsigmond